# Paul Guillard
Pour les articles homonymes, voir Guillard.
Paul Guillard, né le 17 novembre 1910 à Nantes et mort le 19 novembre 2008 à Nantes, est un homme politique français.

## Biographie
Paul Guillard est le fils de Francis Guillard, maraîcher, et d'Anne Marie Louise Viaud. Après avoir suivi sa scolarité à l'école Saint-Donatien de Nantes puis au collège Saint-Gabriel de Saint-Laurent-sur-Sèvre, il s'installe comme maraîcher en 1934. Il devient président de la Caisse mutuelle de réassurances agricoles de Loire-Atlantique (1953-1980), vice-président de la chambre d'agriculture de la Loire-Atlantique (1958-1971) et de la Fédération des groupes des maraîchers nantais (1959), administrateur du conseil central des caisses accidents (1956).
Par ailleurs, il s'investit dans l'Association de soutien Persagotière - Hauts Thébaudières, au centre éducatif Anjorrant.

## Décorations
- Chevalier de la Légion d'honneur
- Commandeur de l'ordre du Mérite agricole
- Officier de l'ordre du Mérite civil (1960)

## Détail des fonctions et des mandats
- Mandat parlementaire : 3 mars 1965 - 2 octobre 1983, Sénateur de la Loire-Atlantique
- Mandat local : Conseiller général du canton de Nantes-2 de 1964 à 1994.